# Казачий Мис
Казачий Мис (рос. Казачий Мыс) — село у Татарському районі Новосибірської області Російської Федерації.
Входить до складу муніципального утворення Казачемиська сільрада. Населення становить 654 особи (2017).

## Історія
Згідно із законом від 2 червня 2004 року органом місцевого самоврядування є Казачемиська сільрада.

## Населення
| 2002 | 2007 | 2010 | 2012 | 2013 | 2014 | 2015 |
| ---- | ---- | ---- | ---- | ---- | ---- | ---- |
| 816  | ↘763 | ↘688 | ↗692 | ↘657 | ↘651 | ↗659 |
| 2016 | 2017 |      |      |      |      |      |
| ↘657 | ↘654 |      |      |      |      |      |